# Joseph Pierco
Joseph Pierco, né le 20 juillet 1877 à Houtain-l'Évêque et mort le 20 février 1949 au château Pierco à Houtain-l'Évêque, est un avocat et homme politique libéral belge.

## Fonctions et mandats
- Membre de la Chambre des représentants de Belgique : 1921-1949
- Bourgmestre de Houtain-l'Évêque : 1928-1949
- Questeur de la Chambre : 1929-1949
- Membre de l'Assemblée wallonne : 1937-
- Administrateur de la Banque de Bruxelles

## Sources
- Jean Vanwelkenhuyzen, Le gâchis des années 30: 1933-1937: Volume 1, 2007
- Charles Grenier, Albert Molle, Les PIERCO de Neerwinden, 2010